# Chapelotte
Chapelotte é uma comuna francesa na região administrativa do Centro, no departamento Cher. Estende-se por uma área de 27,83 km². Em 2010 a comuna tinha 145 habitantes (densidade: 5,2 hab./km²).